# John A. "Bill" Pettersson
John Albin "Bill" Pettersson, född 11 september 1886 i Halmstads församling i Hallands län, död 12 oktober 1951 i Helsingborgs Maria församling i Malmöhus län, var en svensk fotbollsledare. Han var bland annat ordförande i Helsingborgs IF mellan åren 1908 och 1948 samt lagledare för Svenska landslaget under 138 matcher.
Pettersson valdes år 2014 som nummer 47 in i Svensk fotbolls Hall of Fame.

## Biografi
John Pettersson var elektriker och flyttade från Halmstad till Helsingborg där han blev Helsingborgs första biografmaskinist. Han var aldrig själv aktiv fotbollsspelare men blev ordförande i Helsingborgs IF 1908, året efter att föreningen grundats. Som ledare införde Pettersson Helsingborgssystemet, ett spelsystem med säckförsvar som utvecklades för att möta en förändrad offsideregel. Med hjälp av detta vann klubben allsvenskan fem gånger. Under Allsvenskans första 19 år fick Helsingborgs IF medalj 14 gånger, vilket gjorde att de drog stor publik till sina matcher, både hemma och borta, och fick därför smeknamnet "Mjölkkossan".
Nationellt var Pettersson initiativtagare till Allsvenskan och föregångaren till intresseorganisationen Svensk Elitfotboll. Mellan åren 1921 och 1936 var han ordförande i Uttagningskommittén, som valde spelarna till landslaget vilket idag motsvarar den makt Sveriges förbundskapten har. Under perioden spelade landslaget 138 matcher och vann OS-brons 1924.
Pettersson hade en krönika i Helsingborgs Dagblad under signaturen "Bill i Rotundan" och han skrev även artiklar för Dagens Nyheter under samma signatur. År 1915 stängdes han av i två månader efter att ha kritiserat det nationella förbundet i en tidningsartikel där han menade att spelschemat premierade lagen från Stockholm.
År 2014 valdes han som nummer 47 in i Svensk fotbolls Hall of Fame.

### Privatlivet
Pettersson gifte sig 1922 med Lily Wennerström (1896–1963) och fick två barn: Ingrid (född 1923) och Kristian (född 1924). Han är tillsammans med hustrun begravd på Nya kyrkogården strax söder om Olympia.